# Rolf Blättler
Rolf Blättler (24. října 1942 Uster – 12. března 2024 Minusio) byl švýcarský fotbalista, útočník. Po skončení aktivní kariéry působil jako trenér.

## Fotbalová kariéra
Začínal v týmu FC Wettingen.
Vw švýcarské lize hrál za Grasshopper Club Zürich, FC Lugano, FC Basilej a FC St. Gallen, nastoupil ve 325 ligových utkáních a dal 173 gólů. S Grasshopper Club Zürich vyhrál dvakrát švýcarskou fotbalovou ligu. V Poháru mistrů evropských zemí nastoupil v 1 utkání a ve Veletržním poháru nastoupil v 1 utkání. Za švýcarskou reprezentaci nastoupil v letech 1966–1973 ve 28 utkáních a dal 12 gólů. 

## Ligová bilance
| Ročník                       | Zápasy | Góly | Klub                    |
| ---------------------------- | ------ | ---- | ----------------------- |
| 1. švýcarská liga 1963/1964  | 24     | 13   | Grasshopper Club Zürich |
| 1. švýcarská liga 1964/1965  | 25     | 19   | Grasshopper Club Zürich |
| 1. švýcarská liga 1965/1966  | 26     | 28   | Grasshopper Club Zürich |
| 1. švýcarská liga 1966/1967  | 24     | 24   | Grasshopper Club Zürich |
| 1. švýcarská liga 1967/1968  | 26     | 16   | Grasshopper Club Zürich |
| 1. švýcarská liga 1968/1969  | 17     | 3    | Grasshopper Club Zürich |
| 1. švýcarská liga 1969/1970  | 25     | 14   | FC Lugano               |
| 1. švýcarská liga 1970/1971  | 25     | 12   | FC Lugano               |
| 1. švýcarská liga 1971/1972  | 4      | 0    | FC Lugano               |
| 1. švýcarská liga 1971/1972  | 17     | 6    | FC Basilej              |
| 1. švýcarská liga 1972/1973  | 7      | 2    | FC Basilej              |
| 1. švýcarská liga 1972/1973  | 14     | 4    | FC St. Gallen           |
| 1. švýcarská liga 1973/1974  | 26     | 12   | FC St. Gallen           |
| 1. švýcarská liga 19742/1975 | 25     | 9    | FC St. Gallen           |
| 1. švýcarská liga 1975/1976  | 26     | 8    | FC St. Gallen           |
| 1. švýcarská liga 1976/1977  | 14     | 3    | FC St. Gallen           |
| 2. švýcarská liga 1977/1978  | -      | -    | FC Luzern               |
| 2. švýcarská liga 1978/1979  | -      | -    | FC Luzern               |
| 2. švýcarská liga 1981/1982  | 28     | 7    | FC Locarno              |
| 2. švýcarská liga 1982/1983  | -      | -    | FC Locarno              |
| CELKEM 1. švýcarská liga     | 325    | 173  |                         |